# Kirill Andrejewitsch Klez
Kirill Andrejewitsch Klez (russisch Кирилл Андреевич Клец, englische Transkription: Kirill Klets; * 15. März 1998 in Krasnodar) ist ein russischer Volleyballspieler.

## Karriere
Klez spielte von 2013 bis 2017 beim russischen Erstligisten VK Lokomotive Nowosibirsk. Mit der Junioren-Nationalmannschaft nahm er 2015 an der U19-Europameisterschaft teil. 2017 wurde der Diagonalangreifer Dritter bei der U21-Weltmeisterschaft und Vize-Weltmeister der U23. Anschließend wechselte er nach Bulgarien zu SKV Montana. 2018 wurde er vom deutsch-österreichischen Bundesligisten Hypo Tirol Alpenvolleys Haching verpflichtet. Während im DVV-Pokal 2018/19 das Aus im Achtelfinale kam, erreichte Klez mit dem Verein in den Bundesliga-Playoffs das Halbfinale. 2019 nahm er mit Russland an der Nations League teil. Danach wechselte er zum russischen Verein VK Jenissei Krasnojarsk.